# Conquextla
Conquextla är en ort i Mexiko.   Den ligger i kommunen Ilamatlán och delstaten Veracruz, i den sydöstra delen av landet, 160 km norr om huvudstaden Mexico City. Conquextla ligger 742 meter över havet och antalet invånare är 448.
Terrängen runt Conquextla är kuperad åt nordost, men åt sydväst är den bergig. Runt Conquextla är det ganska glesbefolkat, med 38 invånare per kvadratkilometer. Närmaste större samhälle är Xochiatipan de Castillo, 19,8 km nordost om Conquextla. Omgivningarna runt Conquextla är en mosaik av jordbruksmark och naturlig växtlighet.